# Підберезних Інна Євгеніївна
Підберезних Інна Євгеніївна (нар. 30 листопада 1978, Нова Одеса, Україна) — українська вчена, доктор юридичних наук, професор, академік Академії адміністративно-правових наук, фахівець у галузі всесвітньої історії та права. Народилася 30 листопада 1978 року у місті Нова Одеса, Миколаївської області.

## Освіта
У 1996 році закінчила Новоодеську загальноосвітню школу №2 I—III ступенів з відзнакою. Протягом 1996—2002 року навчалася на історичному факультеті Миколаївського державного педагогічного університету ім.В.О.Сухомлинського, отримала диплом з відзнакою зі спеціальності «Педагогіка і методика середньої освіти. Історія», магістр педагогічної освіти, викладач історії.
У 2007р. закінчила Вищий навчальний заклад "Відкритий міжнародний університет розвитку людини «Україна» за спеціальністю «Правознавство», магістр з права. З 2002 року професійно займається науково-педагогічною діяльністю.
У 2011 році захистила дисертацію на здобуття наукового ступеня кандидата історичних наук «Далекосхідний напрямок зовнішньої політики США в умовах Ялтинсько-Потсдамської світової системи (1945—1991 р.)» зі спеціальності 07.00.02— всесвітня історія.
У 2022 році захистила дисертацію на здобуття наукового ступеня доктора юридичних наук «Адміністративно-правове забезпечення національної безпеки: порівняльно-правовий аналіз» зі спеціальності 12.00.07 р. — адміністративне право і процес; фінансове право; інформаційне право.

## Науково-педагогічна діяльність
Викладацьку діяльність розпочато з 2001 року у Миколаївській філії Вищого навчального закладу "Відкритий міжнародний університет розвитку людини «Україна», очолювала кафедру права.
З 2011 року і по сьогодення працює на кафедрі історії Чорноморського національного університету імені Петра Могили.
У 2013 році присуджено вчене звання доцента кафедри всесвітньої історії Чорноморського національного університету імені Петра Могили.
У 2024 році присуджено вчене звання професора кафедри історії Чорноморського національного університету імені Петра Могили.
Також за суміщенням працює на кафедрі право в Приватному закладі вищої освіти «Міжнародний класичний університет імені Пилипа Орлика» та обіймає посаду завідувачки кафедри.

## Наукові інтереси
Адміністративно-правове забезпечення, адміністративно-правовий статус, інтереси держави, національна безпека, обороноздатність, право на життя і здоров'я, публічне адміністрування, регіональні процеси в Азійсько-Тихоокеанському регіоні.

## Громадська діяльність
З 2020 року член наукової організації «Центр українсько-європейського наукового співробітництва».
З 2022 року експерт для проведення акредитацій освітніх програм спеціальностей 032— Історія та археологія, 081— Право. Національне агентство із забезпечення якості вищої освіти 92021)
З 2022 року експерт з акредитації у сфері фахової передвищої освіти. Державна служба якості освіти.
З 2022 року член ГО «Академія адміністративно-правових наук».
З 2024 року академік Академії адміністративно-правових наук.

## Нагороди та особисті відзнаки
У 2004р. отримала грамоту Управління у справах сім'ї та молоді Миколаївської облдержадміністрації за вагомий внесок у політичну освіту та виховання молоді.
У 2010р. отримала подяку Головного управління юстиції за координацію в правоосвітній роботі з органами юстиції, високий професіоналізм у підготовці майбутніх правників та з нагоди святкування Дня юриста.
У 2010р. отримала диплом Миколаївської обласної державної адміністрації за участь в обласному конкурсі робіт молодих вчених Миколаївської області в номінації «Гуманітарні науки».
У 2019р. отримала почесну грамота Миколаївської обласної державної адміністрації за плідну працю, високий професіоналізм, видатні заслуги в науковій діяльності, вагомий особистий внесок у розвиток сучасної освіти та з нагоди відзначення Дня науки.
У 2021р. отримала почесну грамота Миколаївської міської ради за плідну працю, високий професіоналізм, видатні заслуги в науковій діяльності, вагомий особистий внесок у розвиток сучасної освіти.
У 2024р. отримала грамоту Чорноморського національного університету імені Петра Могили за вагомий внесок у розвиток вітчизняної науки, значні трудові здобутки, високий рівень професійної майстерності та з нагоди Дня науки.

## Міжнародна діяльність
2020р.— Науково-педагогічне стажування. Сучасні підходи до організації навчального процесу для здобувачів юридичної освіти. Європейський університет Віадріна у Франкфурті-на-Одері (Німеччина).
2021р.— Науково-педагогічне стажування. Педагогічна техніка та компетентність викладачів у галузі історичних, політичних, філософських та соціологічних наук. Венеціанський університет Ка’ Фоскарі (Італія).
2022р.— III Міжнародна програма підвищення кваліфікації керівників закладів освіти і науки, а також педагогічних та науково-педагогічних працівників «Нобелівський Курс: Нові Знання. Ідеї. Досвід. Цінності. Компетентності». International Historical Blographical Institute (Dubai— New York— Rome— Jerusalem— Beijing).
2022р.— Експрес-курс для освітян «Вивчаючи міжнародне гуманітарне право» (0,5 кредит ЄКТС). Українська Гельсінська спілка з прав людини в рамках Програми «Права людини в дії», Агентство США з міжнародного розвитку (USAID), Міністерство освіти і науки України.
2022р.— Міжнародне підвищення кваліфікації. Академічна доброчесність при підготовці магістрів та здобувачів доктора філософії (PhD) в країнах Європейського Союзу та України. Інститут Науково-дослідного Люблінського науково-технологічного парку та IESF Міжнародна фундація науковців та освітян (м. Люблін, Республіка Польща).
2023р.— Міжнародне підвищення кваліфікації. Неформальна освіта при підготовці магістрів та здобувачів доктора філософії (PhD) в країнах Європейського Союзу та України. Інститут Науково-дослідного Люблінського науково-технологічного парку та IESF Міжнародна фундація науковців та освітян (м. Люблін, Республіка Польща).

## Перелік зареєстрованихавторських правнатвір[6]
- Навчальний посібник «США та країни Далекого Сходу: 1945-початок 1990-х років» (№94013 від 15.11.2019р).
- Підберезних І. Є. Сполучені Штати Америки в Південно-Східній Азії: партнерство в умовах сучасних викликів (1990 – початок 2000-х рр.): монографія. Миколаїв: Іліон, 2018. 475 с. (№94014 від 15.11.2019р.).
- Навчально-методичний посібник «Конституційне право України» (№94135 від 21.11.2019р.)
- Довідник «Країни Південно-Східної Азії: історичний, політичний, культурний екскурс». (№94136 від 21.11.2019р.)
- Наукова стаття «Американсько-філіппінські відносини у сфері безпеки і оборони на початку XXI ст.». (№105076 від 01.06.2021р.)
- Наукова стаття «Політика адміністрації президента США Джо Байдена щодо країн Південно-Східної Азії» (PDF). (№118964 від 10.05.2023р.)
- Наукова стаття «Сектор безпеки Литви як об’єкт адміністративно-правового регулювання» (PDF). (№118944 від 10.05.2023р.)
- Методичні рекомендації «Інтелектуальна історія Європи» (№122731 від 09.01.2024р.)
- Методичні вказівки «Нова та новітня історія Західної Європи та Америки». Частина 1. (№122729 від 09.01.2024р.)

## Наукові публікації
Автор, співавтор більше 120 наукових та науково-методичних праць (статей у журналах з індексом цитування у Скопус/ВоС), у тому числі монографій, навчальних посібників, довідників, методичних вказівок, методичних рекомендацій.

## Список наукових праць

### Монографії, підручники, навчальні посібники
- Підберезних І.Є. Сполучені Штати Америки в Південно-Східній Азії: партнерство в умовах сучасних викликів (1990— початок 2000-х рр.): [монографія]. Миколаїв: Іліон, 2018. 474 с.[8]
- Pidbereznykh, Inna. International Education Strategy in the ASEAN Countries’ Policies. Theoretical and Applied Aspects of Sustainable  Development. Monograph 33. Katowice. 2020. P. 195—207.
- Підберезних І. Нормативне забезпечення апеляційного провадження в адміністративному судочинстві. Адміністративний процес в Україні: колективна монографія; за редакцією В. Галунька, О. Правоторової. Херсон: ОЛДІ-ПЛЮС, 2021. С. 450—456.
- Підбрезних І.Є. Нова та новітня історія Західної Європи та Америки. Частина 1: метод. вказівки.— Миколаїв: Вид-во ЧНУ імені Петра Могили, 2022. 88 с. (Методична серія; вип. 377).
- Підберезних І.Є. Інтелектуальна історія Європи: метод. рек.— Миколаїв: Вид-во ЧНУ ім. Петра Могили, 2023. 36 с. (Методична серія; вип. 411).
- Галунько В., Стеценко С., Берлач А., Буханевич О., Ситников О. та ін. Адміністративне право та адміністративний процес України в умовах воєнного стану: колективна монографія / за заг. ред. В. Фелика, В. Курила. Київ: «Видавництво Людмила», 2023. 704 с.
- Підберезних І. Порівняльне адміністративне право. Глава 2. С. 69-212. Адміністративне право та адміністративний процес в умовах воєнного стану в Україні: навчальний посібник: у 2-х томах. Том 2. Спеціальне адміністративне право. Європейське адміністративне право. Порівняльне адміністративне право. Адміністративний процес / В. Галунько, П. Діхтієвський, О. Гулак та ін.; за заг. ред. В. Галунька, В. Фелика. Одеса: Видавництво «Юридика», 2024. 432 с.

### Статті у журналах з індексом цитування у Скопус / ВоС
- Podbereznykh, Inna E. et al. 2018. Normalization of Bilateral Relations between the USA and Myanmar (2008—2009). Journal of Advanced Research in Law and Economics, [S.l.], v. 9, n. 8, p. 2740—2745, dec. 2019. (Scopus).
- Podbereznykh I. et al. 2022. Special Aspects of Administrative Liability in Ukraine. Amazonia Investiga. Vol. 11 (52). Р. 49-54. (Web of Science)
- Podbereznykh I. et al. (2022). Improving the administrative and legal status of the high anti-corruption court. Amazonia Investiga. Vol. 11 (52). Р. 165—174. (Web of Science)
- Podbereznykh I. et al. (2022). Ukrainian policy in the field of information security. Amazonia Investiga. Vol. 11 (60). Р. 206—213. (Web of Science)
- Pidbereznykh, I. (2023). US-Brunei cooperation in the 2000s: an analysis. Amazonia Investiga, 12(71), 214—222. (Web of Science)

### Статті у фахових виданнях
- Підберезних І.Є. Вплив та роль США в історії міжнародних відносин на Далекому Сході після Другої світової війни Науковий вісник Миколаївського національного університету імені В.О.Сухомлинського: Збірник наукових праць. Випуск 3.32: Історичні науки. Миколаїв: МНУ, 2012. 10 с.
- Підберезних І.Є. Розвиток відносин між США і В'єтнамом: сучасний стан, напрямки, перспективи // Наукові праці історичного факультету Запорізького національного університету. Запоріжжя: ЗНУ, 2012. Вип. XXXIV. 6 с.
- Підберезних І.Є. Зовнішня політика та дипломатія США на Далекому Сході в умовах глобалізації: характеристика домінуючих напрямків // Актуальні проблеми міжнародних відносин: Збірник наукових праць. Випуск 107. Частина I. К.: Київський національний університет імені Тараса Шевченка, Інститут міжнародних відносин, 2012. 7 с.
- Підберезних І.Є. США та наслідки Другої Світової війни на Тихому океані в історичній ретроспективі // Науковий вісник Миколаївського національного університету імені В.О. Сухомлинського: Збірник наукових праць. Випуск 3.33: Історичні науки. Миколаїв: МНУ, 2012. 7 с.
- Підберезних І.Є. Військовий чинник в американсько-філіппінському співробітництві в справі зміцнення безпеки в АТР // Наукові праці: науково-методичний журнал. Миколаїв: Вид-во ЧДУ ім. Петра Могили, 2012. Вип. 195. Т. 207. Історія. 5 с.
- Підберезних І.Є. Політика США у Південно-Східноазійському регіоні за часів  президентства Б. Обами // Актуальні проблеми всесвітньої історії: аксіологічні та культурно-історичні засади  державотворення: збірник наукових праць / За загальною редакцією д.і.н., проф. Кудряченка А.І. Державна установа «Інститут всесвітньої історії НАН України». К.: Вид-во «Фенікс», 2013. 7 с.
- Підберезних І. Є. США— М'янма: проблеми взаємовідносин сучасної доби // Історичні записки: Збірник наукових праць / Гол. ред. В.П. Михайлюк. Луганськ: Вид-во СНУ ім. В. Даля, 2013. Випуск 39. 12 с.
- Підберезних І.Є. Зовнішньополітичний напрям адміністрації Б. Обами на співробітництво з країнами Південно-Східної Азії // Наукові праці історичного факультету Запорізького національного університету. Запоріжжя: ЗНУ, 2014. Вип. XXXIX. 5 с.
- Підберезних І.Є. Відносини США та Сингапуру на початку XXIст. // Наукові записки Тернопільського національного педагогічного університету імені Володимира Гнатюка. Серія: Історія / За заг. ред. проф. І.С. Зуляка. Тернопіль: Вид-во ТНПУ ім. В. Гнатюка, 2014. Вип. 1. Ч. 2. 5 с.
- Підберезних І.Є. Стратегічні інтереси США у Південно-Східній Азії // Наукові записки Тернопільського національного педагогічного університету імені Володимира Гнатюка. Серія: Історія / За заг. ред. проф. І.С. Зуляка. Тернопіль: Вид-во ТНПУ ім. В. Гнатюка, 2014. Вип. 2. Ч. 3. 4 с.
- Підберезних І.Є. Індонезія: шлях до прогресивного розвитку та демократії // Науковий вісник Східноєвропейського національного університету імені Лесі Українки. Серія: Історичні науки / За заг. ред. проф. С.В. Гаврилюка. Луцьк: Вид-во Східноєвропейський національний університет ім. Лесі Українки, 2015. Вип. №5 (306). 6 с.
- Підберезних І.Є. Проблеми регіональної безпеки в країнах Південно-Східної Азії: міжнародна співпраця та механізми її здійснення // Науковий вісник Східноєвропейського національного університету імені Лесі Українки. Серія: Історичні науки / За заг. ред. проф. С.В. Гаврилюка. Луцьк: Вид-во Східноєвропейський національний університет ім. Лесі Українки, 2015. Вип. №7 (308). 5 с.
- Підберезних І.Є. Історичний досвід міждержавного співробітництва та партнерства другої адміністрації Б. Обами з державами Південно-Східної Азії // Науковий вісник Дипломатичної академії України. Випуск 22. Зовнішня політика і дипломатія: традиції, тренди, досвід. Частина I. Серія «Історичні науки» / За заг. ред. В.Г. Ціватого, Н.О. Татаренко. Київ, 2015. 6 с.
- Підберезних І. Є. АСЕАН та «Тихоокеанський трикутник»: політика балансування // Часопис української історії / За ред. доктора історичних наук, професора А.П. Коцура. Київ, 2016. Вип. 33. 7 с.
- Підберезних І.Є. Роль Південно-Східної Азії в стратегії Сполучених Штатів Америки щодо Китаю // Наукові праці: науково-методичний журнал. Вип. 262. Т. 274. Історія. Миколаїв: Вид-во ЧДУ ім. Петра Могили, 2016. 5 с.
- Підберезних І.Є. Регіональні відносини з країнами Південно-Східної Азії на шпальтах «Financial Times»: джерелознавчий аспект // Гілея: науковий вісник. Збірник наукових праць / Гол. ред. В.М. Вашкевич. К.: "Видавництво «Гілея», 2016. Вип. 113 (10). 4 с.
- Підберезних І.Є. Історія співпраці Сполучених Штатів Америки і країн Південно-Східної Азії // Наукові праці: науково-методичний журнал. Вип. 270. Т. 282. Історія. Миколаїв: Вид-во ЧДУ ім. Петра Могили, 2016. 5 с.
- Підберезних І.Є. Реалізація зовнішньополітичної стратегії Сполучених Штатів Америки щодо країн Південно-східної Азії // Американська історія та політика: науковий журнал. №2. К., 2016. 8 с.
- Підберезних І.Є. Регіональне всеосяжне економічне та Транстихоокеанське партнерства: економічні каталізатори Південно-Східної Азії // Наукові праці: наук. журн. / Чорном. нац. ун-т ім. Петра Могили; ред. кол.: Ю.В. Котляр (голова) [та ін.]. Миколаїв, 2017. Т. 292. (Серія «Історія»; вип. 280). 5 с.
- Підберезних І. Є. З історії становлення та розвитку американсько-бірманських відносин: 1980-ті роки— сучасність // Наукові праці: наук. журн. / Чорном. нац. ун-т ім. Петра Могили; ред. кол.: Ю.В. Котляр (голова) [та ін.]. Миколаїв, 2017. Т. 304. Вип. 292. («Історія»). 6 с.
- Підберезних І.Є. Відносини між США та Індонезією на початку XXIст. // Гілея: науковий вісник. К.: «Видавництво „Гілея“, 2019. Вип. 150 (№11). Ч. 1. Історичні науки. 4 с.
- Підберезних І.Є. Історичні особливості становлення міждержавних відносин США та Індонезії на початку 2000-х років. // Наукові записки Вінницького державного педагогічного університету імені Михайла Коцюбинського. Серія: Історія. Вип. 30. Збірник наукових праць / За заг. ред. проф. О.А. Мельничука. Вінниця: ТОВ „ТВОРИ“, 2019. С. 61-68.
- Підберезних І.Є. Стан адміністративно-правового забезпечення національної безпеки США та М'янми (2008—2009рр.) // Юридична наука. 2019. №6. Т. 2. 6 с.
- Підберезних І.Є. Сучасний стан, напрямки та перспективи розвитку адміністративно-правового забезпечення національної безпеки між США і В'єтнамом // Юридична наука. 2019. №8. Т. 2. 6 с.
- Підберезних І.Є. Розвиток регіонального партнерства в рамках адміністративно-правового забезпечення національної безпеки США та Індонезії // Юридична наука. 2019. №11. Т. 2. 5 с.
- Підберезних І.Є. Розвиток системи національної безпеки в американсько-бірманських відносинах: 1980-ті роки— сучасність // Юридична наука. 2019. №12. Т. 2. 5 с.
- Підберезних І.Є. Американсько-філіппінські відносини у сфері безпеки і оборони на початку XXIст. // Наукові записки Вінницького державного педагогічного університету імені Михайла Коцюбинського. Серія: Історія. Вип. 32. Збірник наукових праць / За заг. ред. проф. О.А. Мельничука. Вінниця: ТОВ „ТВОРИ“, 2020. С. 61-68.
- Підберезних І. Є., Мядзелець Є. Рух за громадянські права чорношкірого населення США. // Актуальні питання суспільних наук та історії медицини. Спільний українсько-румунський науковий журнал. (АПСНІМ), 2020. №4 (28), С. 27-31.
- Підберезних І.Є. Адміністративно-правове забезпечення національної безпеки США та Сінгапуру на початку XXIст. // Держава та регіони. Серія „Право“. 2020. №3 (69). Т. 3. 6 с.
- Підберезних І.Є. Регіональна політика США у рамках забезпечення національної безпеки та її глобальні пріоритети в Південно-Східній Азії // Юридична наука. 2020. №7. 6 с.
- Підберезних І.Є. Розвиток адміністративно-правового забезпечення національної безпеки США шляхом приєднання до Договору про дружбу та співробітництво з АСЕАН // Юридична наука. 2020. №8. С. 110—115.
- Підберезних І.Є. Забезпечення національної безпеки між США та Індонезією на початку XXIст. // Юридична наука. 2020. №9.
- Підберезних І.Є. Політика балансування забезпечення національної безпеки США, Китаю та країн Південно-Східної Азії // Юридична наука. 2020. №10. 4 с.
- Підберезних І.Є. Проблеми та перспективи розвитку адміністративно-правового забезпечення національної безпеки США, України та АСЕАН // Юридична наука. 2020. №11. 5 с.
- Підберезних І.Є. Реалізація зовнішньополітичної стратегії забезпечення національної безпеки Сполучених  Штатів Америки щодо країн Південно-Східної Азії // Юридична наука. 2020. №12. 5 с.
- Підберезних І.Є., Мірошкіна Н.В. Міжцивілізаційні запозичення в історичних концепціях Ф. Броделя та А. Тойнбі: порівняльний аналіз // Науковий вісник Ужгородського університету. Серія: Історія / М-во освіти і науки України; Держ. вищ. навч. заклад „Ужгород. нац. ун-т“, Ф-т історії та міжнародних відносин; [Редкол.: Ю.В.Данилець (головний редактор) та ін.]. Ужгород: Вид-во УжНУ „Говерла“, 2021. Вип. 1 (44). С. 142—151.
- Підберезних І. Є., Комісаров І. Індустріальна історія США (1800—1930рр.). // Актуальні питання суспільних наук та історії медицини. Спільний українсько-румунський науковий журнал. Серія „Історичні науки“ || Current issues of Social studies and History of Medicine. Joint Ukrainian-Romanian scientific journal. Series „Historical science“/ Редколегія: А. Мойсей, Ш. Пуріч. Чернівці–Сучава: БДМУ. 2021. №2 (30). C. 24-27.
- Підберезних І.Є. Політика адміністрації президента США Джо Байдена щодо країн Південно-Східної Азії // Актуальні питання гуманітарних наук: міжвузівський збірник наукових праць молодих вчених Дрогобицького державного педагогічного університету імені Івана Франка / [редактори-упорядники М. Пантюк, А. Душний, В. Ільницький, І. Зимомря].— Дрогобич: Видавничий дім „Гельветика“, 2022. Вип. 48. Том 1. С. 24-33.
- Підберезних І. Є., Мірошкіна Н.В. Цивілізаційне запозичення як фактор історичного процесу (теоретичний аспект). // Літопис Волині. Всеукраїнський науковий часопис. Чис. 26. 2022. С. 217—223.
- Підберезних І. Є., Галкін Р.Д. Політика національної безпеки Королівства Швеція: історико-правовий контекст // Юридичний науковий електронний журнал. Запорізький національний державний університет, 2022. №3. С. 172—177.
- Підберезних І.Є.Сектор безпеки Литви як об'єкт адміністративно-правового регулювання // Прикарпатський юридичний вісник. 2022. №1. С. 91-96.
- Pidbereznykh, I. U.S.-Philippine national security and defence relations in the early XXI st century // Entrepreneurship, Economy and Law. 2022. №1. 6 с.
- Pidbereznykh, I. Administrative and legal framework for the national security of the United States with Southeast Asian countries during B. Obama's presidency // Entrepreneurship, Economy and Law. 2022. №2. 6 с.
- Pidbereznykh, I. Administrative and legal framework for the national security of the United States and its impact on the ASEAN social and economic sector // Entrepreneurship, Economy and Law. 2022. №3.  5 с.
- Pidbereznykh, I. Administrative and legal support for the national security of the United States and the Philippines in respect of counter-terrorism cooperation // Entrepreneurship, Economy and Law. 2022. №4. 6 с.
- Городня Н.Д. Нормалізація і розвиток американсько-в'єтнамських відносин у 1990-ті рр. // Acta de Historia & Politica: Saeculum XXІ. №1. 2019. 15 с.
- Підберезних І.Є., Кочетков В.В. Київський безпековий договір: рекомендації щодо безпекових гарантій для України // Юридичний науковий електронний журнал. Запорізький національний державний університет, 2023. №4. С. 45-48.
- Підберезних Інна, Вісько Ганна. Бретонські національно-культурні рухи XIX— першої половини XX століття в оцінках Михайла Драгоманова та Ольґерда-Іполита Бочковського // Етнічна історія народів Європи: Збірник наукових праць. Випуск 71. К., 2023. С. 63-70.
- Підберезних І.Є., Яра О.С. Питання правового забезпечення академічної доброчесності здобувачами освіти // Юридичний науковий електронний журнал. Запорізький національний державний університет, 2023. №7. С. 569—571.
- Підберезних І.Є. Порівняльна характеристика регуляторних органів публічного адміністрування телебачення Італії та України // Вчені записки ТНУ імені В.І. Вернадського. Серія: Юридичні науки. Том 34 (73). 2023. №3. С. 190—194.
- Підберезних І.Є. Чинники правового забезпечення академічної доброчесності в контексті питань національної безпеки в Україні // Держава та регіони. Серія: Право, 2023р., №3 (81). С. 239—248.
- Підберезних І.Є. Публічне адміністрування телебачення в Польщі: успіхи і помилки у порівняльному аналізі з Україною // Юридичний науковий електронний журнал. Запорізький національний державний університет, 2023. №9. С. 532—534.
- Підберезних І.Є. Забезпечення свободи слова шляхом публічного адміністрування телебачення в Україні // Юридичний науковий електронний журнал. Запорізький національний державний університет, 2023. №10. С. 728—730.
- Підберезних І.Є., Кремінська Ю.В. Визначення поняття авторитаризму та проблеми класифікації // Вісник науки та освіти (Серія „Історія та археологія“)»: журнал. 2024. №2(20) 2024. С. 1638—1649.

### Виступи на конференціях із доповідями, за результатами конференцій, опубліковані тези (дані за останні 5 років)
- Підберезних І.Є. Щодо перспектив розвитку двосторонніх відносин України з країнами Південно-Східної Азії. «Могилянські читання— 2018: Досвід та тенденції розвитку суспільства в Україні: глобальний, національний та регіональний аспекти»: XXI Всеукраїнська науково-практична конференція: тези доповідей наукової конференції «Історико-культурна спадщина у контексті відродження самобутності регіонів України». Миколаїв: Вид-во ЧНУ імені Петра Могили, 2018. С. 14–17.
- Підберезних І.Є. Pacific Rim in the context of the world's giants. «1919 рік в історії Центрально-Східної Європи: до 100-річчя проголошення злуки УНР і ЗУНР». Міжнародна наукова конференція. «Ольвійський форум-2019: стратегії країн Причорноморського регіону в геополітичному просторі»: тези. Миколаїв: Вид-во ЧНУ імені Петра Могили, 2019. С. 31–33.
- Підберезних І.Є. Історичні етапи двосторонніх відносин між США і М'янмою. «Орликовські читання— 2019». Міжнародна науково-практична конференція тези. Миколаїв: Міжнародний класичний університет імені Пилипа Орлика, 2019. С. 12–14.
- Підберезних І.Є. Highlighth of discussions on regional and international issues of the 26th Asean regional forum. Могилянські читання— 2019: Досвід та тенденції розвитку суспільства в Україні: глобальний, національний та регіональний аспекти": XXII Всеукраїнська науково-практична конференція: тези доповідей наукової конференції «Українська історія в контексті регіональних досліджень». Миколаїв: Вид-во ЧНУ ім. Петра Могили, 2019. С. 8–11.
- Підберезних І.Є. Розвиток американсько-в'єтнамських відносин у 1990-ті рр. «Ольвійський форум-2020: стратегії країн Причорноморського регіону в геополітичному просторі»: XIV Міжнародна наукова конференція. Миколаїв: Вид-во ЧНУ імені Петра Могили, 2020.
- Pidbereznykh I. Digital transformation of legal education. Scientific and pedagogic internship «Modern approaches to the organization of the educational process for law student»: Internship proceedings, August 24-October 2, 2020. Frankfurt an der Oder: Izdevnieciba «Baltija Publishing», 2020. P. 209—211.
- Pidbereznykh I., Мядзелець Є. The attitude and influence of modern society on the vestiges of racism in the United States. «Могилянські читання— 2020». Всеукраїнська науково-практична конференція. «Досвід та тенденції розвитку суспільства в Україні: глобальний, національний та регіональний аспекти»: тези. Миколаїв: Вид-во ЧНУ імені Петра Могили, 2020. Р. 14–16.
- Підберезних І.Є. АСЕАН— Польща: діалог партнерства. Ольвійський форум -2021: стратегії країн Причорноморського регіону в геополітичному просторі: XV міжнар. наук. конф. 10-13 червня 2021р., м. Миколаїв: програма та тези доп.:  Міжнародної науковаої конференції «Українсько-польські відносини: до 100-річчя підписання Ризького договору» / Чорном. Нац. ун-т ім. Петра Могили: Вид-во ЧНУ ім. Петра Могили, 2021. С. 28-30.
- Підберезних І.Є. Сучасна європейська інтелектуальна історія. Scientific and pedagogic internship «Pedagogical technique and competence of teachers in the field of historical, political, philosophical and sociological sciences»: Internship proceedings, February 15— March 26, 2021. Venice: «Baltija Publishing», 2021. P. 78–79.
- Підберезних І.Є. Стратегічне оборонне партнерство: США-Україна. Орликіана-2021: проблеми та перспективи сучасної освіти: матеріали наук.-практ. симп. (13 жовтня 2021р.). Миколаїв, 2021. С. 53-55.
- Підберезних І.Є. Боротьба з екстремізмом у Південно-Східній Азії. «Могилянські читання— 2021: Досвід та тенденції розвитку суспільства в Україні: глобальний, національний та регіональний аспекти»: XXIV Всеукраїнська науково-практична конференція: тези доповідей наукової конференції "Історія України та всесвітня історія в контексті регіональних досліджень викликів, Миколаїв, 8-12 листоп. 2021р. / ЧНУ ім. Петра Могили. Миколаїв: Вид-во ЧНУ імені Петра Могили, 2021. С. 15–17.
- Підберезних І.Є. Адміністративно-правове регулювання національної безпеки США. Теоретичні та практичні проблеми реалізації норм права: матеріали VІІ Міжнародної наукової конференції (м. Кременчук, 21–22 січня 2022 року). Кременчуцький національний університет імені Михайла Остроградського. Одеса: Видавничий дім «Гельветика», 2022. С. 178—181.
- Підберезних І. Є., Рябенко Г.М. Забезпечення фінансової безпеки України. Актуальні питання забезпечення фінансової безпеки держави в умовах глобалізації: зб. тез доп. Міжнар. наук.-практ. конф. (м. Харків, 17 лютого 2022р.) / МВС України, Харків. нац. ун-т внутр. справ, Наук. парк «Наука та безпека».— Харків: ХНУВС, 2022. С. 196—200.
- Підберезних І.Є. Національна безпека як правова концепція у країнах-членах Європейського Союзу. Сучасні тенденції розвитку науки та освіти в умовах євроінтеграції: Міжнародна науково-практична конференція, м. Вінниця, 29-30 березня 2022р.: тези та статті / ред. кол.: Драбовський А. Г., Дибчук Л. В. та ін.  Вінниця: Вінницький кооперативний інститут, 2022. С. 271—274.
- Підберезних І.Є. Адміністративно-правові основи європейської стратегії безпеки. Верховенство права: доктрина і практика в умовах сучасних світових викликів: матеріали Міжнар. наук.-практ. конф. (м. Дніпро, 25 лют. 2022р.). Дніпро: Дніпроп. держ. ун-т внутр. справ, 2022. С. 231—234.
- Підберезних І.Є. Асоціація державних рад та вищих адміністративних юрисдикцій Європейського Союзу (ACA-EUROPE). Економіко— правові дискусії: матеріали ІIІ Міжнародної науково-практичної Інтернет-конференції студентів, аспірантів та науковців, 30 квітня 2022р. Кропивницький: ЛА НАУ, 2022. С. 210—212.
- Підберезних І.Є. Архітектура європейської безпеки у сфері захисту прав людини. Ольвійський форум— 2022: стратегії країн Причорноморського регіону в геополітичному просторі: XVI міжнар. наук. конф. 23-26 червня 2022р., м. Миколаїв: програма та тези доп.:  Міжнародної наукової конференції «Балто-Чорноморський союз: історія та виклики» / Чорном. Нац. ун-т ім. Петра Могили: Вид-во ЧНУ ім. Петра Могили, 2022. С. 16-17.
- Підберезних І.Є. Організаційно-правові форми державної служби у країнах-членах Європейського Союзу. Правові засади організації та здійснення публічної влади: збірник тез V Міжнародної науково-практичної конференції, присвяченої світлій пам'яті доктора юридичних наук, професора, академіка-засновника НАПрНУ, першого Голови Конституційного Суду України Леоніда Петровича Юзькова (м. Хмельницький, 17 червня 2022 року). Хмельницький: Хмельницький університет управління та права імені Леоніда Юзькова, 2022. С. 300—302.
- Підберезних І.Є. Стратегія європейської безпеки. «Чорноморські наукові студії»: матеріали VІIІ Всеукраїнської мультидисциплінарної конференції, м. Одеса, 24 червня 2022 року. Одеса: Міжнародний гуманітарний університет, 2022. С. 94-96.
- Підберезних І.Є. Сінгапур— інноваційний центр юридичної освіти. Інновації в забезпеченні якості викладання навчальних дисциплін адміністративно-правового блоку та здійснення галузевих фахових наукових досліджень у ЗВО в умовах воєнного стану: матеріали всеукраїнського науково-педагогічного підвищення кваліфікації, 21 липня— 25 серпня 2022 року. Одеса: Видавничий дім «Гельветика», 2022. С. 133—135.
- Підберезних І. Є. «Територіальна цілісність України: захист принципів Статуту ООН»— історична резолюція. Україна і Європа: спільність історичної долі (ціннісний аспект) // Міжнародна конференція в рамках міжнародного проєкту Erasmus+ за напрямком Jean Monnet «Implementation of European values as a basis of democracy in Ukraine»: тези. Миколаїв: Вид-во ЧНУ імені Петра Могили, 2022. С. 50-53.
- Підберезних І.Є. Дипломатичні відносини в контексті національної безпеки: міжнародна політика США та Європи. Європейський Союз і Україна: передісторія, історія, сучасність // Міжнародна конференція в рамках міжнародного проєкту Erasmus+ за напрямком Jean Monnet «Implementation of European values as a basis of democracy in Ukraine»: тези. Миколаїв: Вид-во ЧНУ імені Петра Могили, 2023. С. 16-18.
- Підберезних І.Є. Кодифікація цивільного права за правління Марії Терезії. Ольвійський форум— 2023: ІV-а Міжнародна наукова конференція «Слов'янські студії: європейський контекст» 20-30 травня 2023р., м. Миколаїв: програма та тези доп.:  Міжнародної наукової конференції «Слов'янські студії: європейський контекст» / Чорном. Нац. ун-т ім. Петра Могили: Вид-во ЧНУ ім. Петра Могили, 2023.
- Підберезних І.Є. Адміністративне право Королівства Бельгія. Становлення сучасної Української держави: роль європейських цінностей у формуванні демократичного буття = The Formation of the Modern Ukrainian State: The Role of European Values in the Formation of Democratic Life: міжнар. наук. конф. в рамках міжнар. проєкту Erasmus+ за напрямком Jean Monnet «Implementation of European values as a basis of democracy in Ukraine», 7 листоп. 2023р., м. Миколаїв: тези / М-во освіти і науки України; ЧНУ ім. Петра Могили.— Миколаїв: Вид-во ЧНУ ім. Петра Могили, 2023. С. 21-25.